# 長江集團中心

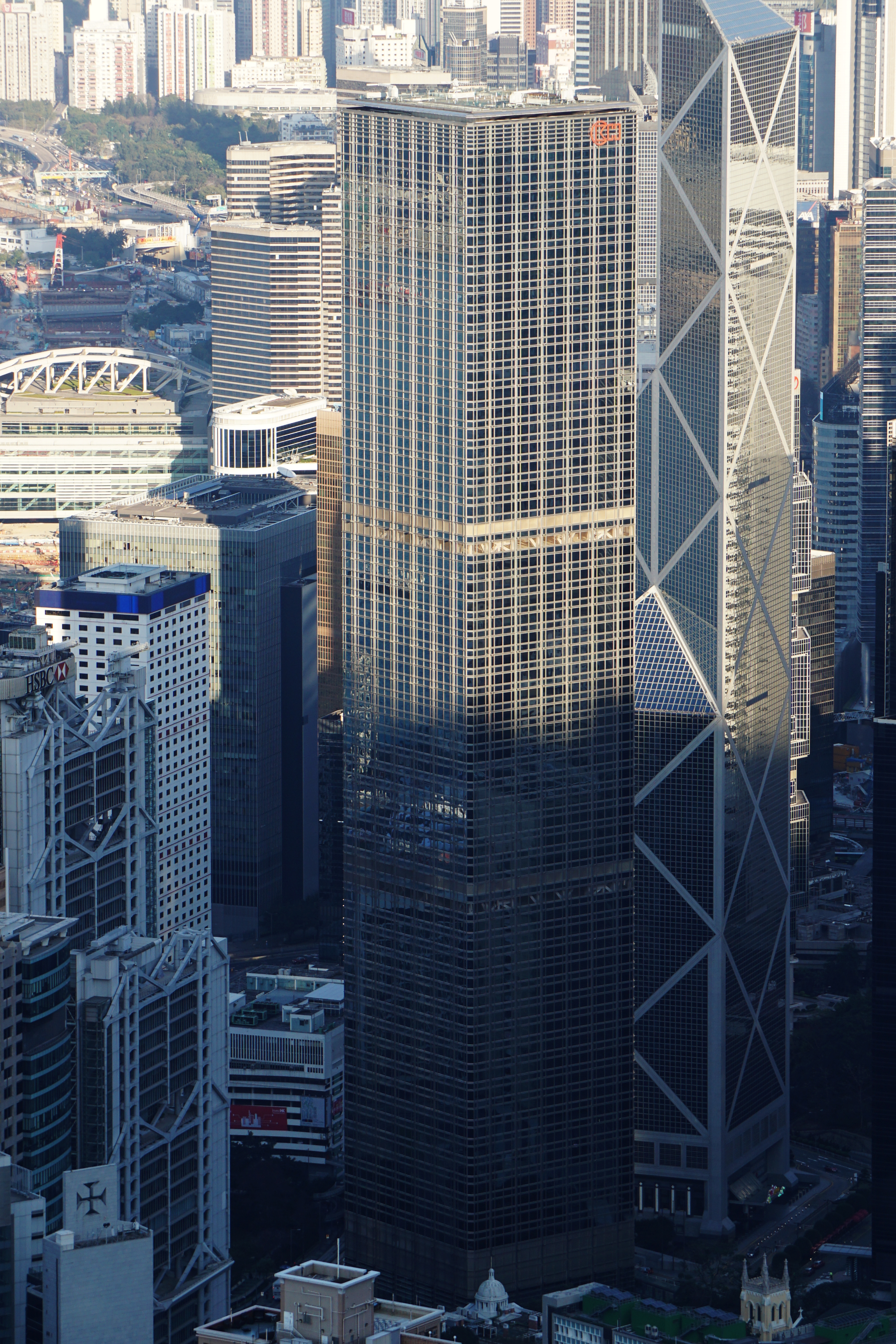
俯瞰長江集團中心

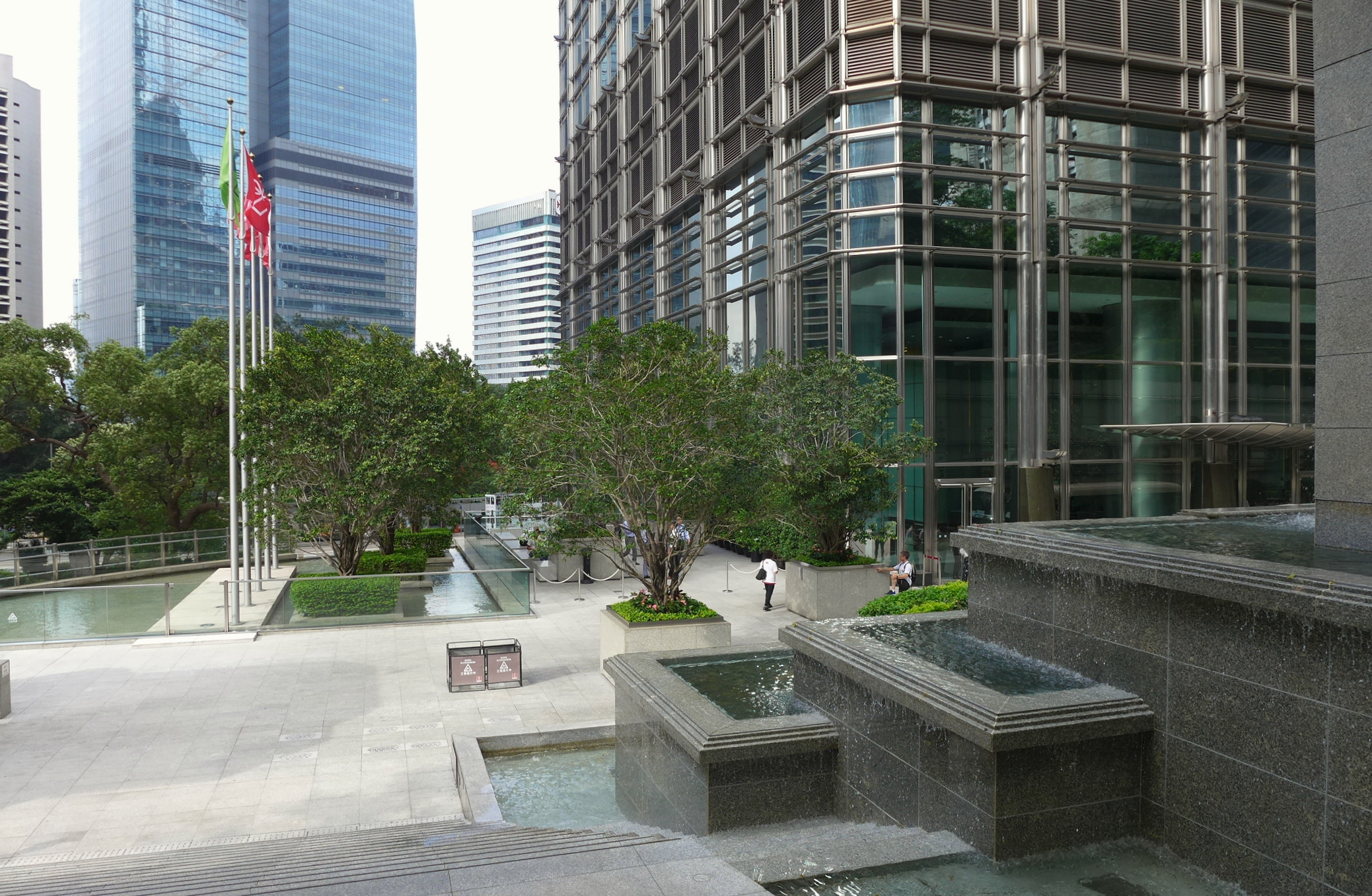
長江集團中心南面休憩空間

長江集團中心，又名長江集團大樓、長江中心，位於香港中環皇后大道中2號，樓高62層（電梯最高層數為70層）。

## 歷史

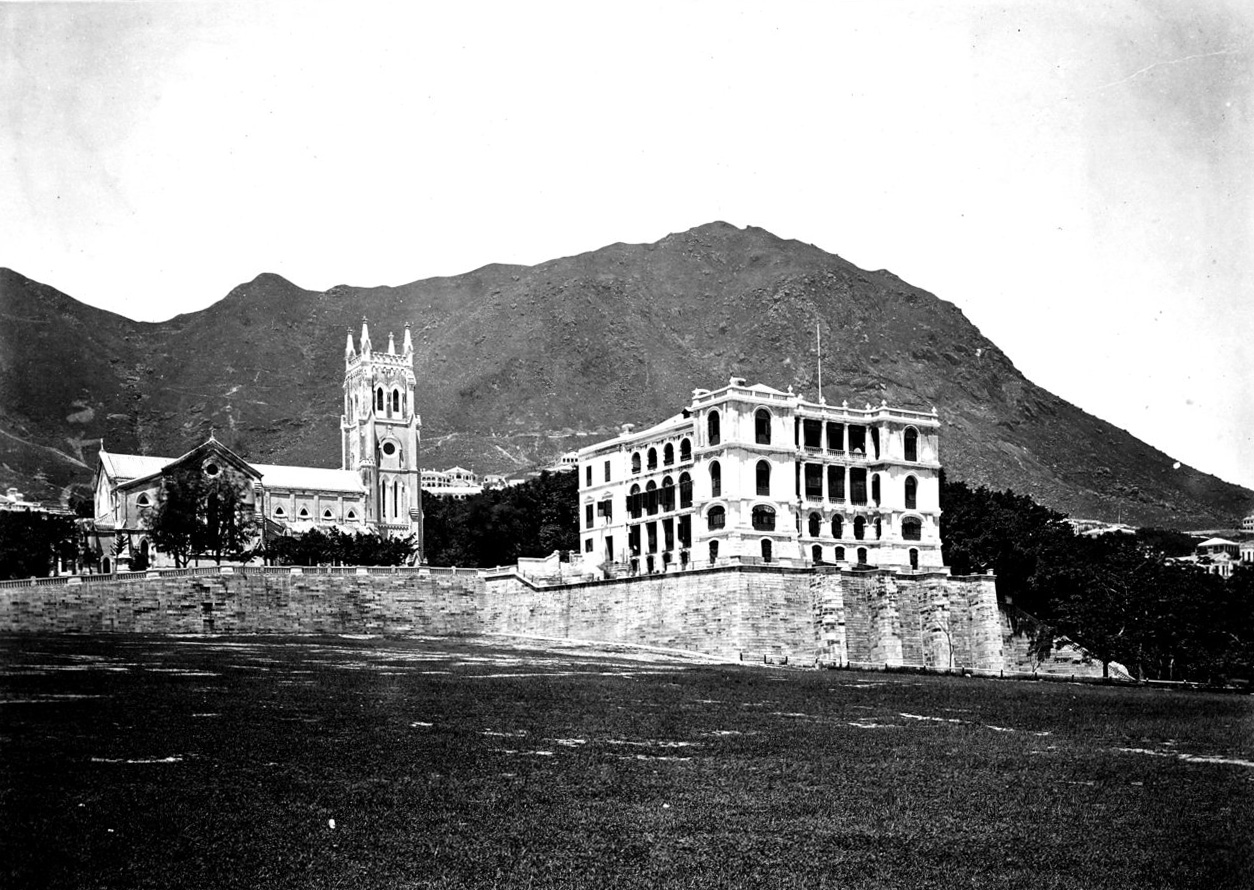
中心原址初為美利操場（1870年攝）

長江集團中心的原址為花園道停車場、拱北行及香港希爾頓酒店。
長江集團中心以美國著名建築師 Leo A Daly 為主建築師，Leo A Daly 亦協同 Cesar Pelli 負責該廈之建築設計。Leo A Daly 表示，「長江集團中心採用四方型之建築物平面，使辦公室空間更見實用。」該廈不設4、14、24等層數，每層面積由20000至22000平方尺。此外，該廈的玻璃幕牆更是由每幅面積達2.4m x 2.1m的巨型玻璃組成，由此可為大廈租戶提供360度壯觀景觀，飽覽維港兩岸及山頂景色。
長江集團中心於1995年12月興建，於1999年7月落成，屬智能型辦公室大廈，辦公室採用活動式地台，空調系統亦裝設於地下。大廈外牆設有光纖燈光系統，可因應時間與節日顯示出不同圖案。整座大廈總樓面面積共125萬平方呎，並提供超過1000個車位。
長江集團中心是香港首富李嘉誠旗下長江實業集團的總部，由和記黃埔地產（長江實業集團有限公司旗下）投資興建，原址從前為香港希爾頓酒店、花園道停車場大廈和拱北行（政府新聞處舊址），於1994年到1996年間被拆卸，再用地積轉移方法，把地皮合併發展而成。
2005年6月11日，以徒手攀登摩天大廈馳名的法國「蜘蛛俠」阿蘭·羅貝爾以45分鐘時間成功攀上長江集團中心頂樓。
長江集團中心的南面附建有5.6萬平方呎「長江公園」，它的東面出口也是連接金鐘行人天橋系統。而它的西面出口，遊人可以通過炮台里（即是香港終審法院的南面），再向北走進連接中區行人天橋系統的渣打銀行大廈入口，不必走過任何繁忙的行車街道。公園內屹立了一座巨型的茶晶，位置在聖約翰堂及終審法院之間，有風水作用。
長江集團中心近西面地下皇后大道中的出口有「花園道郵局」（該郵局於2007年關閉）。
2022年11月1日，美聯數據指長江中心的空置率在今年9月達21%。到2023年6月，彭博引述高力國際數據顯示，大廈的空置率約25%。而證監會和加拿大皇家銀行已遷出長江集團中心，搬到鰂魚涌太古坊辦公。

## 樓層分佈
- 3樓：匯賢產業信託（303室）[6]
- 7-8樓：長江實業集團
- 9樓：巴貝多駐港總領事館[7]
- 10-11樓：長江企業控股
- 12樓：長江基建[8]
- 18樓：彭博（Bloomberg L.P.）（部分辦公室設於對面的花園道三號）
- 19樓：Lynk & Co（1901室）[9]
- 20樓：加拿大怡東融資有限公司（2001室）、電能實業（2005室）[10]
- 23樓：彭博（Bloomberg L.P.）
- 25-27樓：彭博（Bloomberg L.P.）
- 36樓：加拿大帝國商業銀行（3602室）[11]
- 37-40樓：美國銀行[12]
- 41-43樓：巴克萊銀行[13]
- 45樓：The Great Room共享空間
- 47樓：巴克萊銀行
- 48樓：長江和記實業[14]
- 51樓：貝恩資本
- 52-53樓：美國銀行
- 55樓：美國銀行
- 56樓：KKR[15]
- 57樓：Search Investment Group Ltd（SIG）
- 58樓：大錦證券（Aevitas Securities）[16]
- 59-63樓、65樓-68樓：高盛（亞洲）[17]
- 70樓：長江和記實業主席辦公室
- 71樓：直升機坪

## 升降機配置
長江集團中心升降機服務樓層列表（一律採用三菱電機升降機）
- 2部長江公園停車場專用之升降機：B7-B1、LG、G、UG、1、2
- 2部大廈停車場專用之升降機：B6、B4-B1、G、UG
- 2部來往3/F之升降機：UG、3
- 4部來往3/F-17/F之升降機（L1）：G、3、7-17
- 4部來往18/F-27/F之升降機（L2）：G、18-27
- 6部來往30/F-37/F之升降機（M3）：UG、30-37
- 4部來往38/F-45/F之升降機（M4）：UG、38-45
- 6部來往46/F-57A/F之升降機（H5）：UG、46-48、51-57、57A
- 6部來往59/F-70/F之升降機（H6）：G、59-70
- 2部消防及載貨升降機：B6-B1、G、UG、3-69

（不設以下樓層：4/F, 13/F, 14/F, 24/F, 34/F, 44/F, 54/F及64/F；另由於58這個數字不祥，後已改為57A）

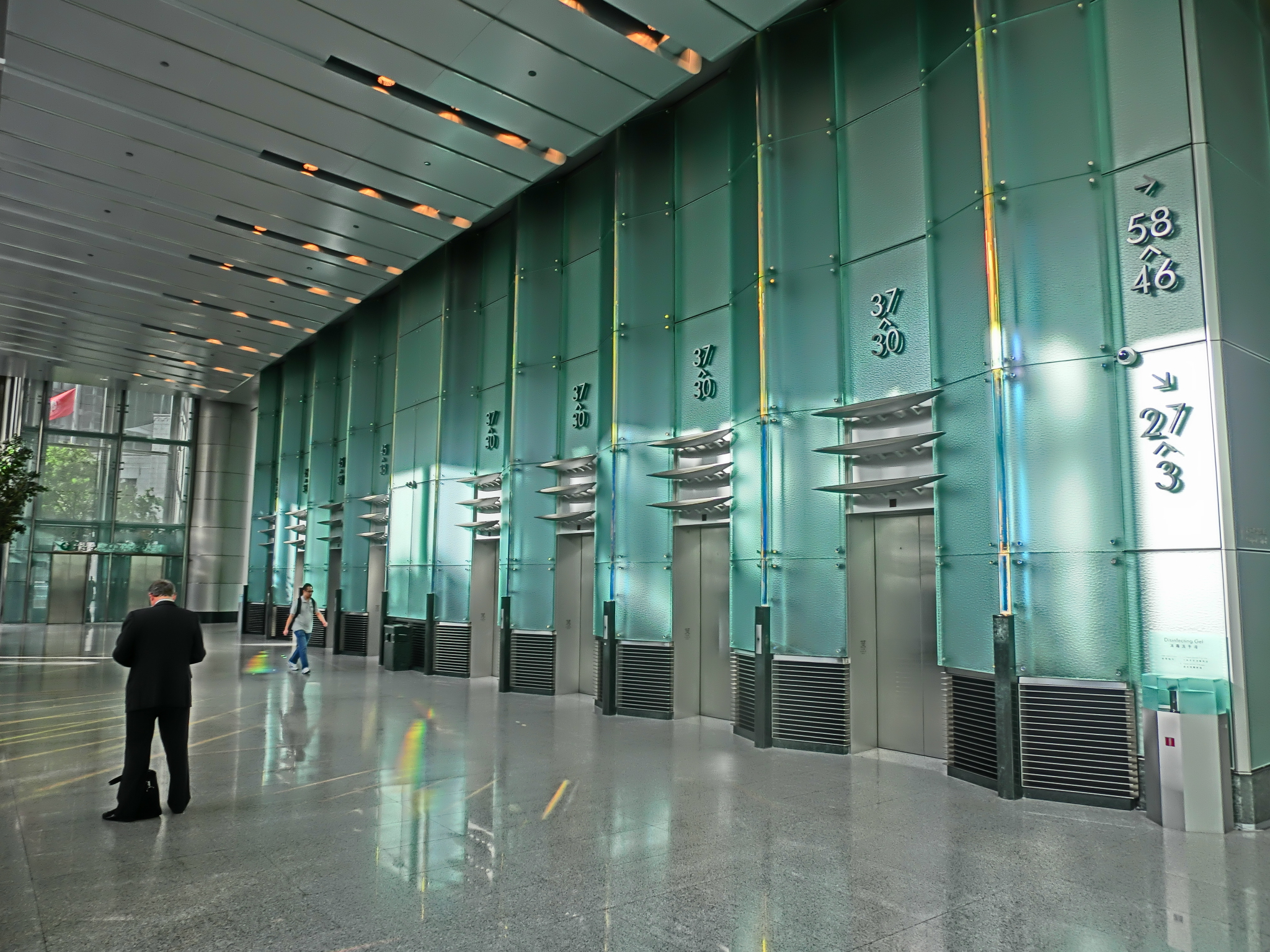
寫字樓大堂
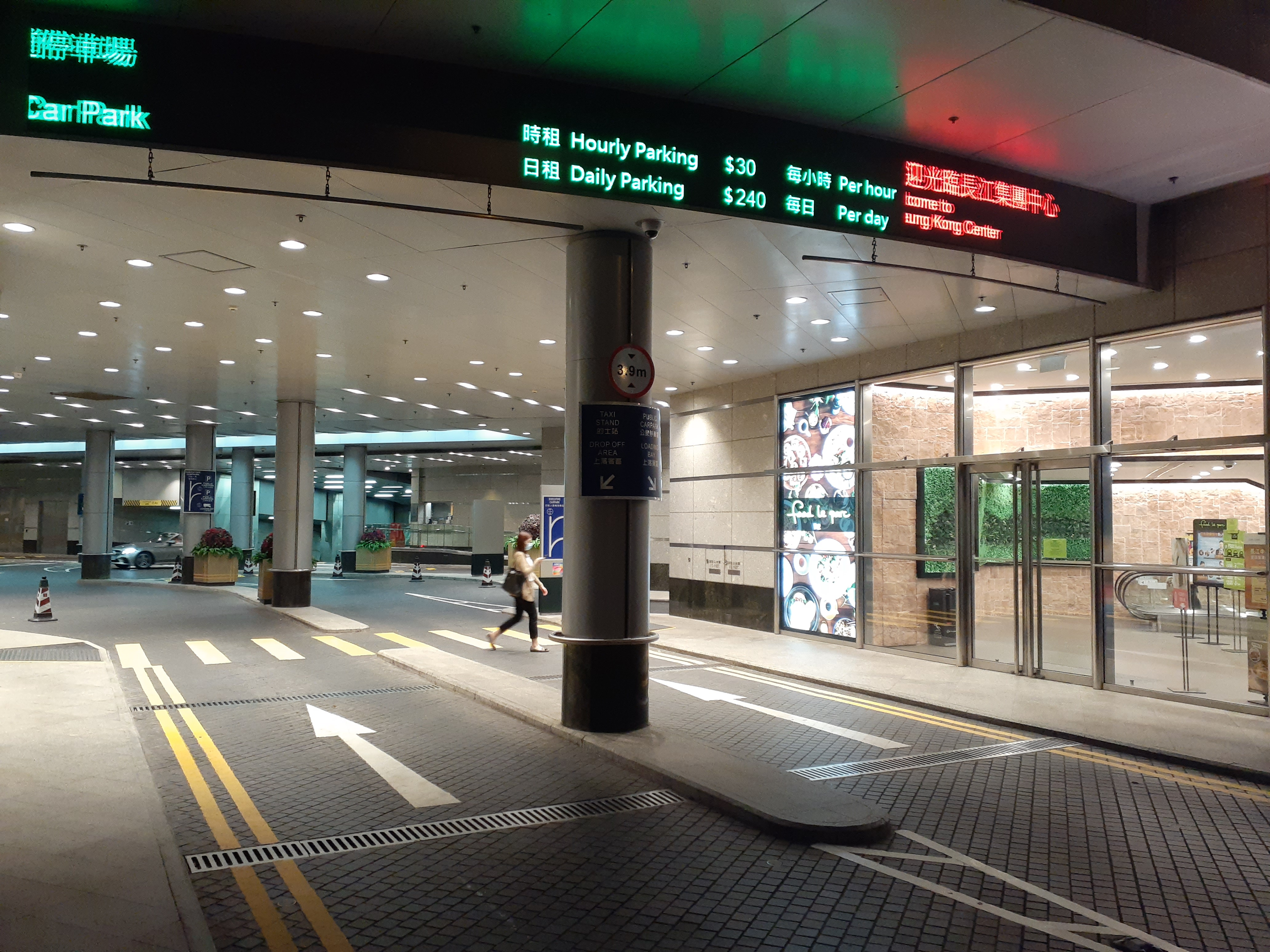
長江集團中心停車場入口
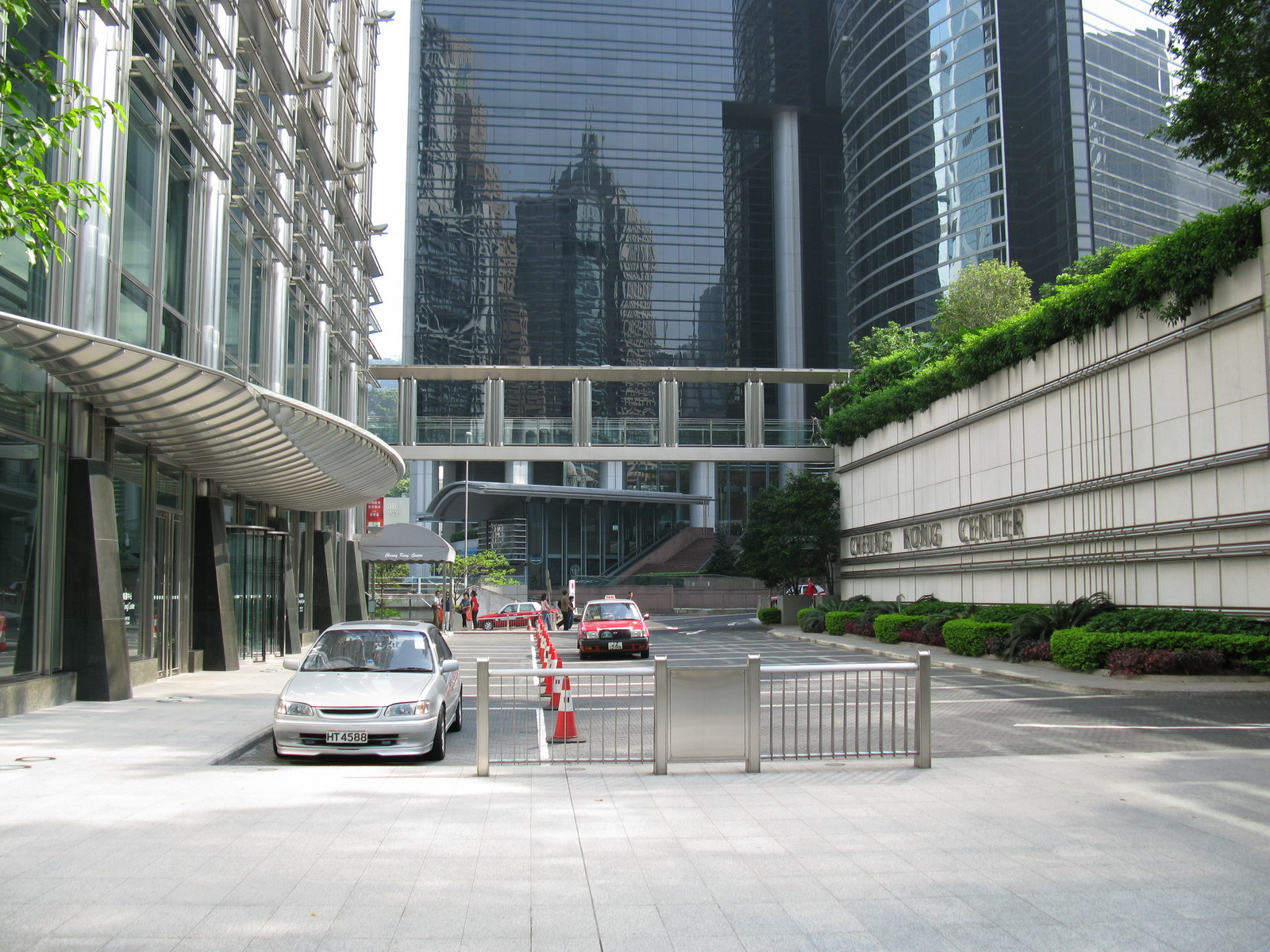
長江集團中心車輛入口
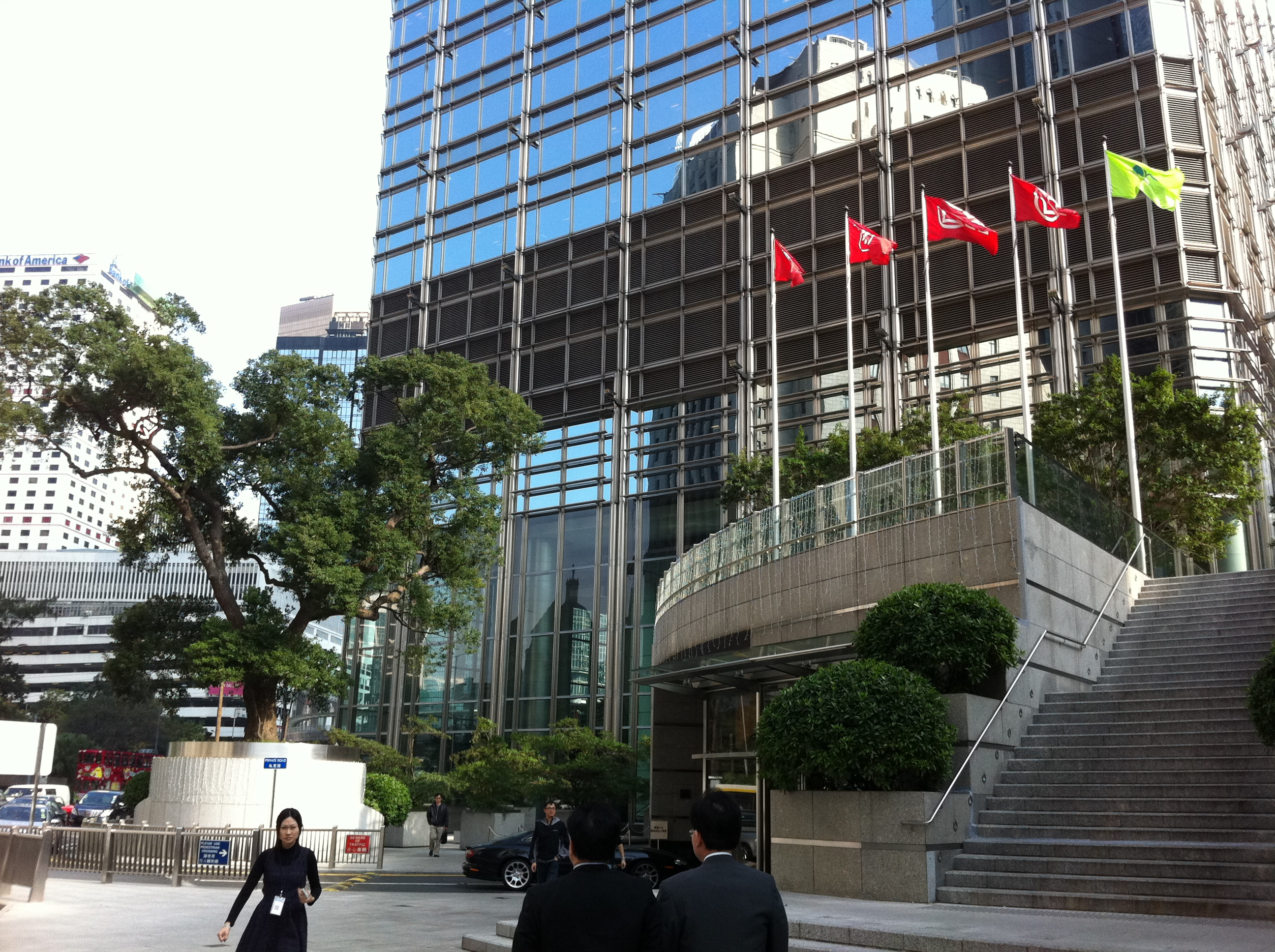
長江集團中心近皇后大道中
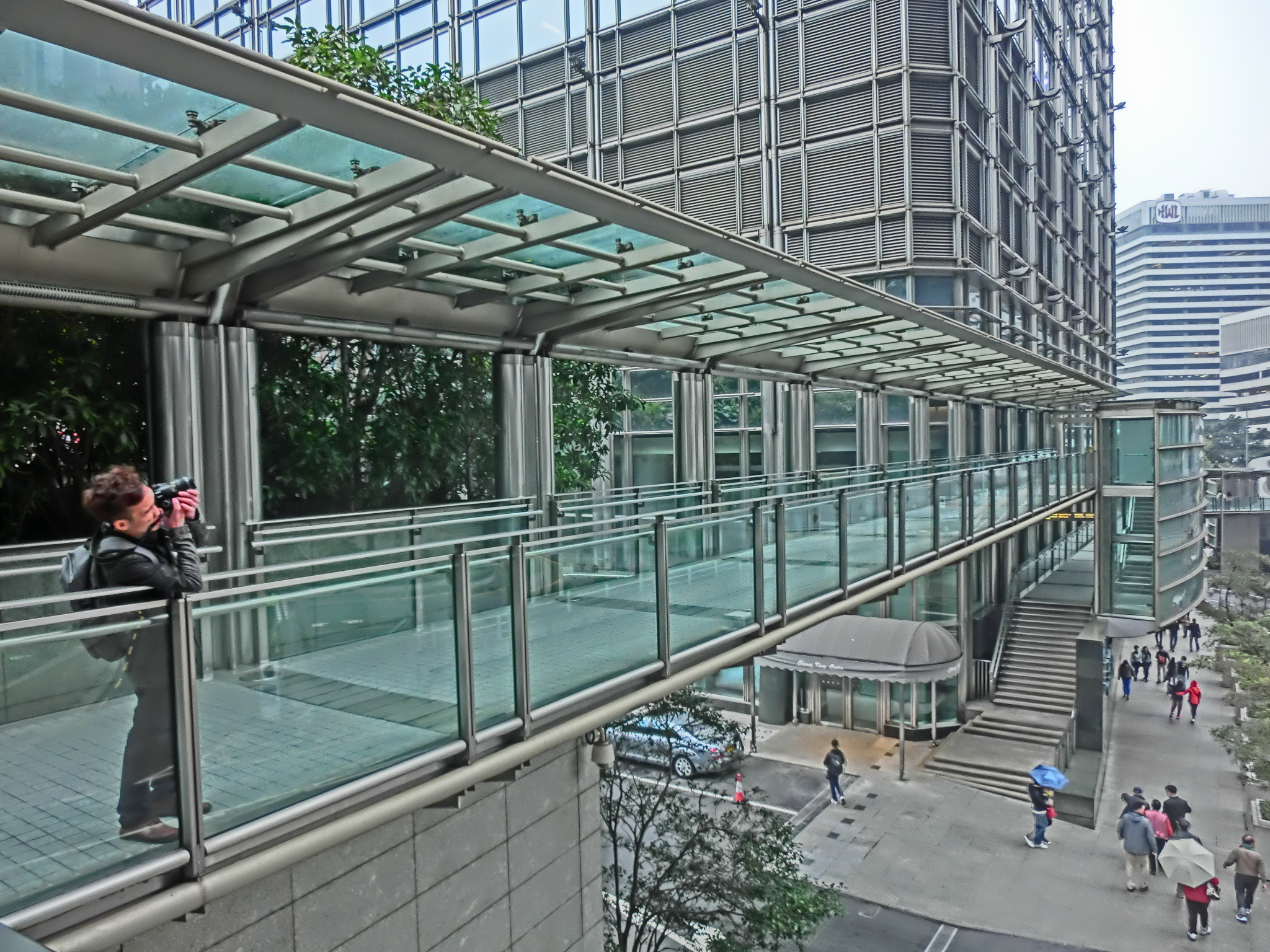
長江集團中心有蓋行人通道
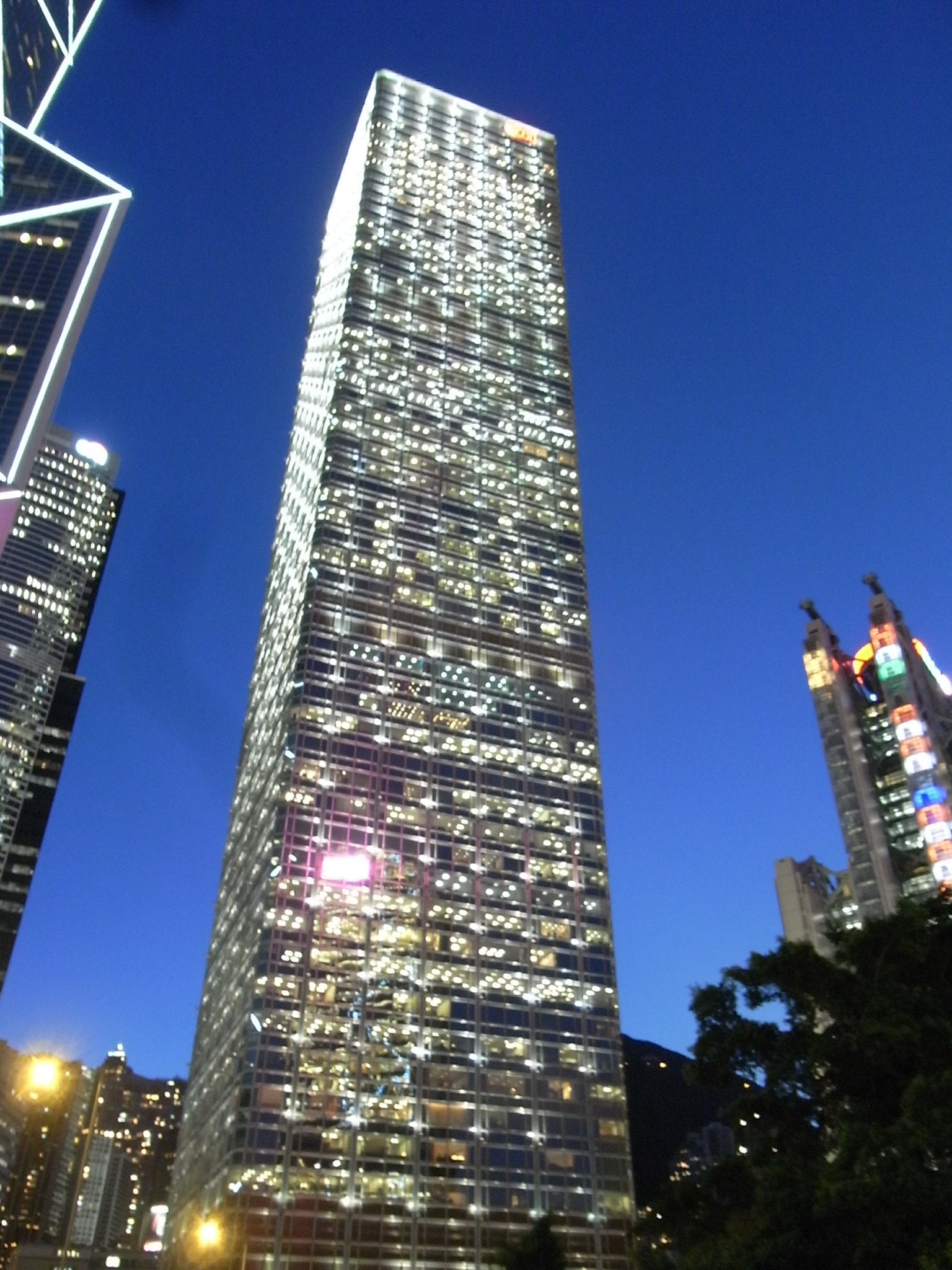
夜幕下的長江集團中心

## 商場

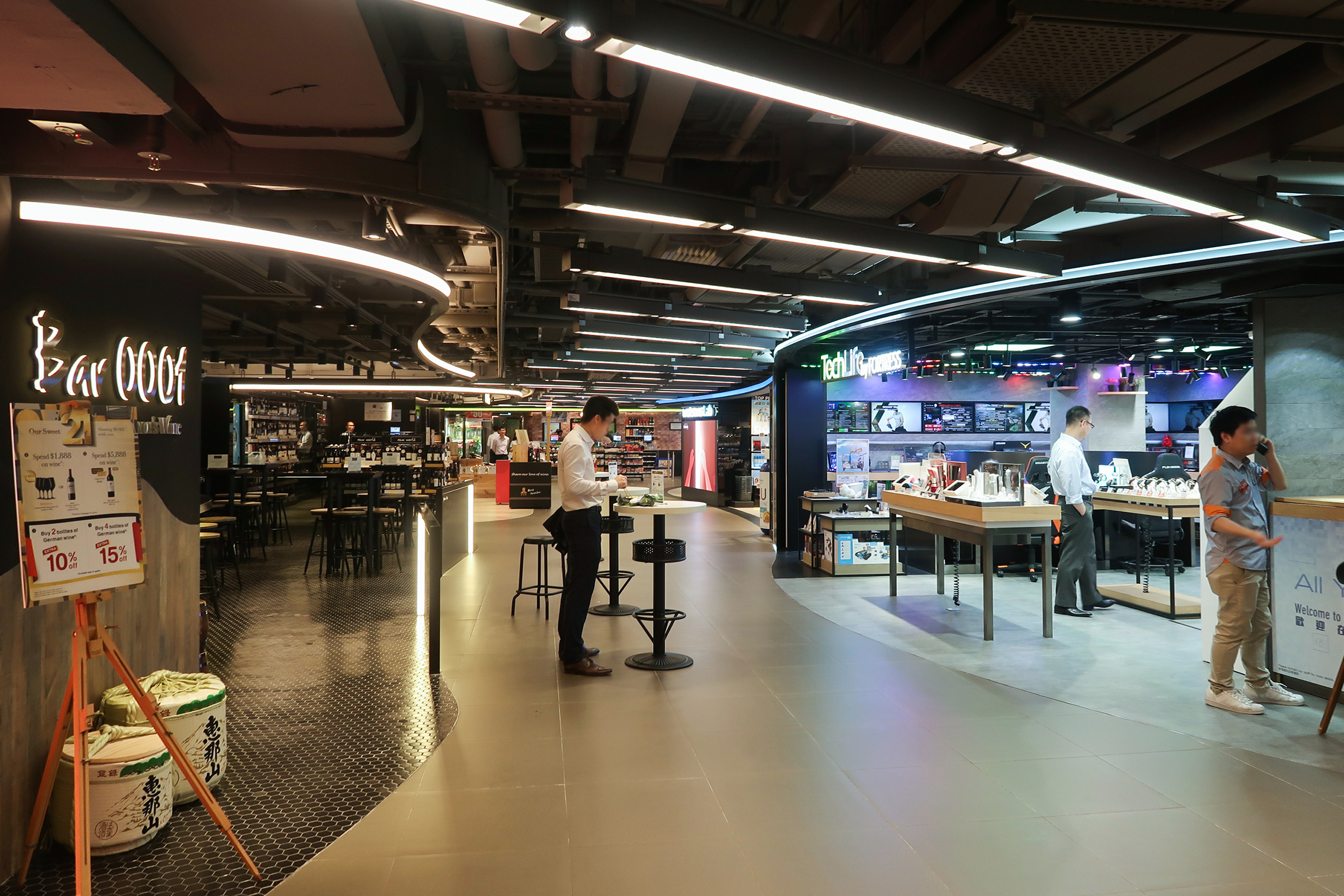
地庫CKC18商場

長江集團中心地庫設有商場，B1層為美心旗下的can‧teen，而B2層前身為面積逾26000平方呎的超級市場。到2018年5月翻新後改為屈臣氏購物概念店CKC18，並劃分成4大專區，包括環球美食（food le parc）、屈臣氏旗下的美妝及健康（WatsonsLab）、豐澤副線品牌（TechLife by FORTRESS），以及屈臣氏酒窖酒吧（Bar 0001 by Watson's Wine）。

## 事件
2023年8月22日，一名持雙程證來港的27歲內地男子因求見李嘉誠商討商業問題被保安拒絕，之後疑用鐵鎚破壞長江集團中心的字牌而被警方拘捕，被控一項刑事損壞。控方向受害公司查詢損壞修理費用，並申請將案件押後至8月30日再訊，被告還押候審。

## 外部連結
- 長江集團中心 （页面存档备份，存于）（英文）
- 摩天漢世界的介紹